# Juan Correa de Vivar
Juan Correa de Vivar (n. 1510, Mascaraque, Castilia-La Mancha, Spania – d. 16 aprilie 1566, Toledo, Castilia-La Mancha, Spania) a fost un pictor spaniol.

## Viața
Correa sa născut în Mascaraque; data nașterii sale a fost stabilită a fi în jurul anului 1510. Documentele arată că a crescut într-o familie înstărită. Când Juan avea 17 sau 18 ani, s-a alăturat atelierului lui Juan de Borgoña⁠(d), unde a întâlnit alți artiști spanioli din acea vreme, printre care Pedro de Cisneros, cu care s-a împrietenit.
Fratele lui Juan, Eufrasia, și Rodrigo, fiul lui Eufrasia, au devenit și ei artiști. Rodrigo a fost ucenic la unchiul său și a continuat unele dintre lucrările unchiului său după moartea acestuia. În Mascaraque, Juan era un important proprietar de terenuri, având o casă frumoasă, unde și-a realizate mare parte din picturi. A efectuat călătorii frecvente, dar a rămas întotdeauna în zona Toledo.
Juan era căsătorit și era un om religios. Acest lucru se poate vedea în testamentul său: o copie a fost găsită în dosarele bisericii din Mascaraque. Când a murit, Juan și-a împărțit toate bunurile între nepotul său Rodrigo și biserica din Mascaraque.
În timpul vieții sale, Juan a fost un pictor apreciat, dar multe înregistrări s-au pierdut. Lucrările și viața sa au fost scoase din nou la lumină atunci când cercetătorul și istoricul de artă Ceán Bermudez⁠(d) a publicat în 1800 un dicționar de artiști celebri și a inclus un scurt articol despre lucrările sale și influențele italiene. Reconstituirea completă a biografiei sale a fost realizată în principal în secolul al XX-lea.
Înregistrările arată că Juan a murit la 16 aprilie 1566 în San Miguel. Trupul lui Juan a fost dus înapoi la Mascaraque, unde a fost înmormântat în aaceeași parcelă în care au fost înmormântați și părinții săi. La slujba de înmormântare au venit mulți membri ai comunității artistice, inclusiv arhitecții Alonso de Covarrubias⁠(d) și Nicolás de Vergara⁠(d), sculptorul Francisco de Linares și pictorii Diego de Aguilar și Blas Pablín.

## Lucrări
Juan a fost puternic influențat de Rafael. Una dintre cele mai importante lucrări ale sale a fost retablul bisericii Almonacid de Zorita⁠(d), din provincia Guadalajara. Această lucrare a fost realizată în colaborare cu Alonso de Covarrubias. A fost distrusă în timpul Războiului Civil Spaniol din 1936-39. De la Rafael a preluat tonul său colorat și figurile delicate și netede. De-a lungul anilor, stilul său a evoluat către forme mai dinamice ale manierismului, în special în ceea ce privește modul de a aduce mișcarea violentă a personajelor.
În provincia Toledo au fost găsite unele dintre cele mai cunoscute lucrări ale lui Juan. Printre acestea se numără retablul de la San Roque, în Almorox, și retablul bisericii colegiale din Torrijos, ale cărei douăsprezece mese au fost realizate cu ajutorul studenților din fabrica lor. Museo del Prado din Madrid include, de asemenea, multe exemple excelente ale lucrărilor sale.
Primele sale lucrări independente au început când avea douăzeci de ani. Unele dintre lucrări i-au fost aduse prin intermediul unor contacte familiare. De exemplu, picturile lui Juan pentru marele altar al Clarisei de Nectarine, datate între 1532 și 1534, au fost finanțate de unchiul său Don Rodrigo de Vivar. Lucrări incluse în acești primi ani sunt, de asemenea, masa Nașterii de la mănăstirea Santa María de Guadalupe⁠(d) și altarul cu subiect identic pe care Juan l-a făcut pentru Guisando⁠(d), care astăzi poate fi găsit atât în Museo del Prado, cât și în Muzeul de Santa Cruz, Toledo. Influența profesorului său, foarte evidentă în aceste prime lucrări, s-a diluat de-a lungul anilor.
Unele dintre capodoperele sale din anii 1540 pot fi găsite astăzi la mănăstirea San Martin de Valdeiglesias⁠(d). Au existat, de asemenea, retabluri foarte admirate care au fost luate după confiscarea ecleziastică din 1836 și donate la Prado, alte pinacoteci precum cele din Saragossa sau Vigo și biserici precum San Jerónimo el Real⁠(d) din Madrid.
Între 1550 și 1566, anul morții sale, stilul lui Juan a devenit mai personal, adoptând un stil manierist care face ca figurile sale să fie mai puternice și mai energice, dar fără a-și pierde eleganța tradițională.